# Liste der Gouverneure des Bundesstaats Rio de Janeiro

Wappen des Staats Rio de Janeiro

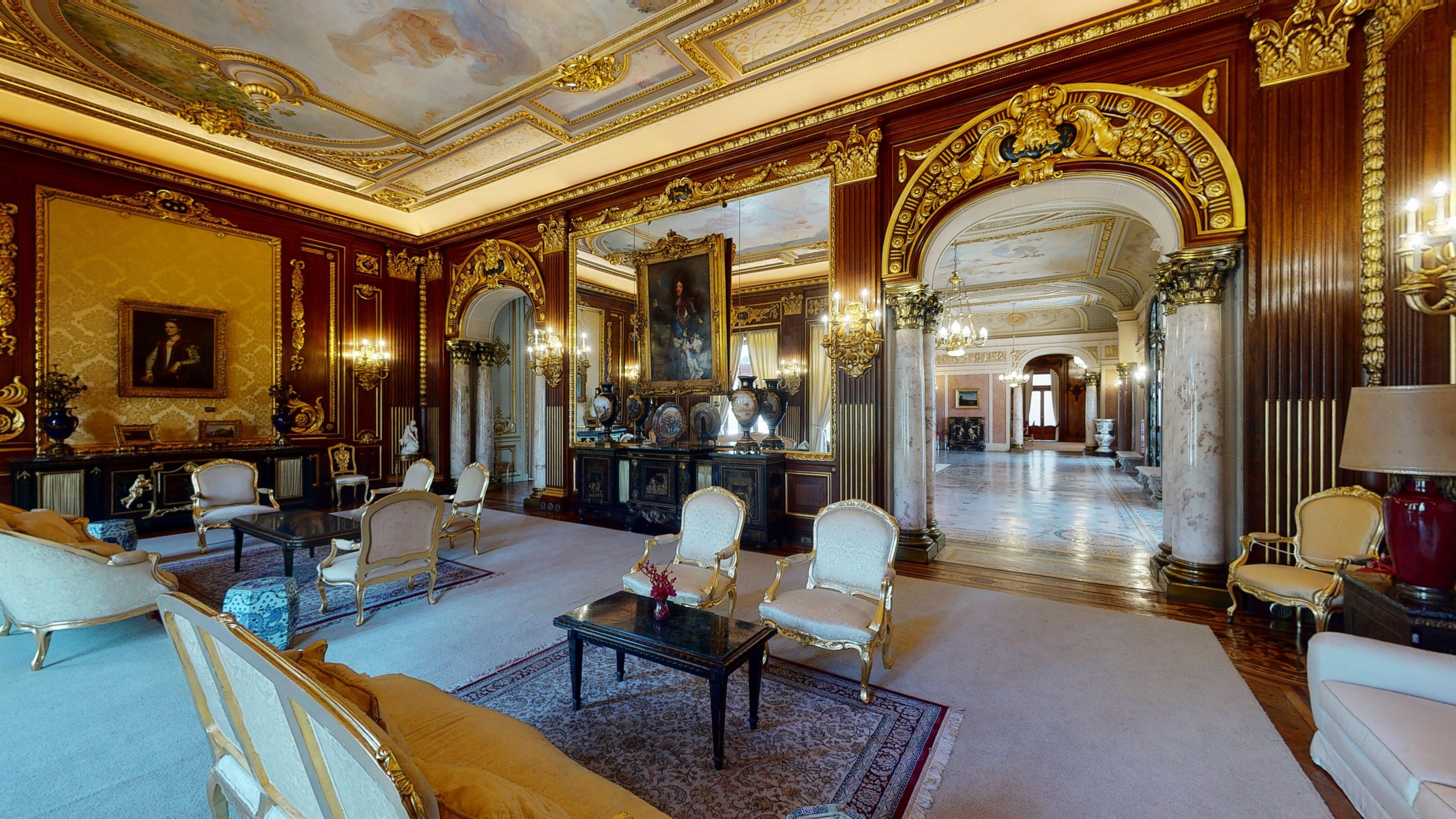
Räume im Palácio Laranjeiras

Die Liste der Gouverneure des Bundesstaats Rio de Janeiro gibt einen Überblick über die Gouverneure des brasilianischen Bundesstaats Rio de Janeiro.
Amtssitz des Zivilgouverneurs ist der 2013 renovierte Palácio Laranjeiras in Rio de Janeiro.

## Militärdiktatur (Fünfte Republik, 1964–1985)
| Nr. | Name                              | Bild | Partei | Beginn der Amtszeit | Ende der Amtszeit |
| --- | --------------------------------- | ---- | ------ | ------------------- | ----------------- |
| 46  | Cordolino José Ambrósio           |      | PTB    | 1. Mai 1964         | 4. Mai 1964       |
| 47  | Paulo Francisco Torres            |      | ARENA  | 4. Mai 1964         | 12. Aug. 1966     |
| 48  | Teotônio Ferreira de Araújo Filho |      | ARENA  | 12. Aug. 1966       | 31. Jan. 1967     |
| 49  | Geremias de Mattos Fontes         |      | ARENA  | 31. Jan. 1967       | 31. März 1971     |
| 50  | Raimundo Padilha                  |      | ARENA  | 31. März 1971       | 15. März 1975     |
| 51  | Floriano Peixoto Faria Lima       |      | ARENA  | 15. März 19751      | 15. März 1979     |
| 52  | Chagas Freitas                    |      | MDB    | 15. März 1979       | 15. März 1983     |

## Neue Republik (Sechste Republik, seit 1985)
| Nr. | Name                    | Bild         | Partei | Beginn der Amtszeit | Ende der Amtszeit |
| --- | ----------------------- | ------------ | ------ | ------------------- | ----------------- |
| 53  | Leonel de Moura Brizola |              | PDT    | 15. März 1983       | 15. März 1987     |
| 54  | Moreira Franco          |              | PMDB   | 15. März 1987       | 15. März 1991     |
| 55  | Leonel de Moura Brizola |              | PDT    | 15. März 1991       | 2. Apr. 1994      |
| 56  | Nilo Batista            |              | PDT    | 2. Apr. 1994        | 1. Jan. 1995      |
| 57  | Marcello Alencar        |              | PSDB   | 1. Jan. 1995        | 1. Jan. 1999      |
| 58  | Anthony Garotinho       |              | PSB    | 1. Jan. 1999        | 6. Apr. 2002      |
| 59  | Benedita da Silva       |              | PT     | 6. Apr. 2002        | 1. Jan. 2003      |
| 60  | Rosinha Garotinho       |              | PMDB   | 1. Jan. 2003        | 1. Jan. 2007      |
| 61  | Sérgio Cabral Filho     |              | PMDB   | 1. Jan. 2007        | 3. Apr. 2014      |
| 62  | Luiz Fernando Pezão     |              | PMDB   | 3. Apr. 2014        | 1. Jan. 2019      |
| 63  | Wilson Witzel           |              | PSC    | 1. Jan. 2019        | 30. Apr. 2021     |
| 64  | Cláudio Castro          |              | PL     | 1. Mai 2021         | 1. Jan. 2023      |
| 64  | Cláudio Castro          | 1. Jan. 2023 | PL     | –                   |                   |